# ألفا روميو تونالي
ألفا روميو تونالي هي سيارة كروس أوفر فاخرة من إنتاج شركة ألفا روميو الإيطالية، كشف عنها لأول مرة في عام 2022.